# Controllo del tempo

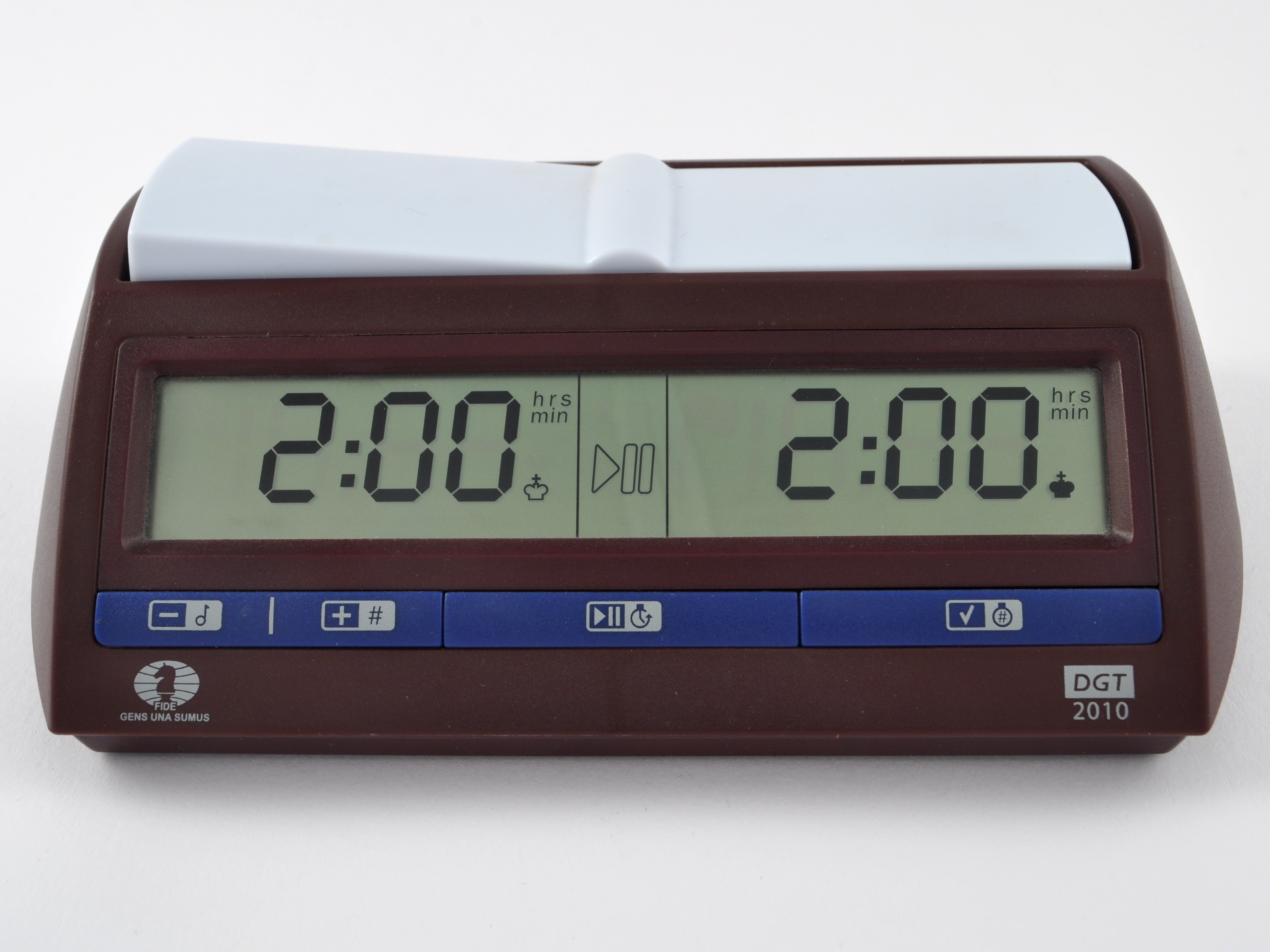
orologio per calcolare il tempo residuo di due giocatori nei giochi da tavolo

Il controllo del tempo è una condizione regolamentare prevista nei giochi da tavolo come gli scacchi, la dama e il go, che richiede la conclusione di una partita entro il tempo stabilito. Il cronometro è obbligatorio nelle partite e nei tornei ufficiali, con il supporto di un orologio specialistico che registra e segnala il tempo residuo di gioco per ciascun giocatore.

## Storia

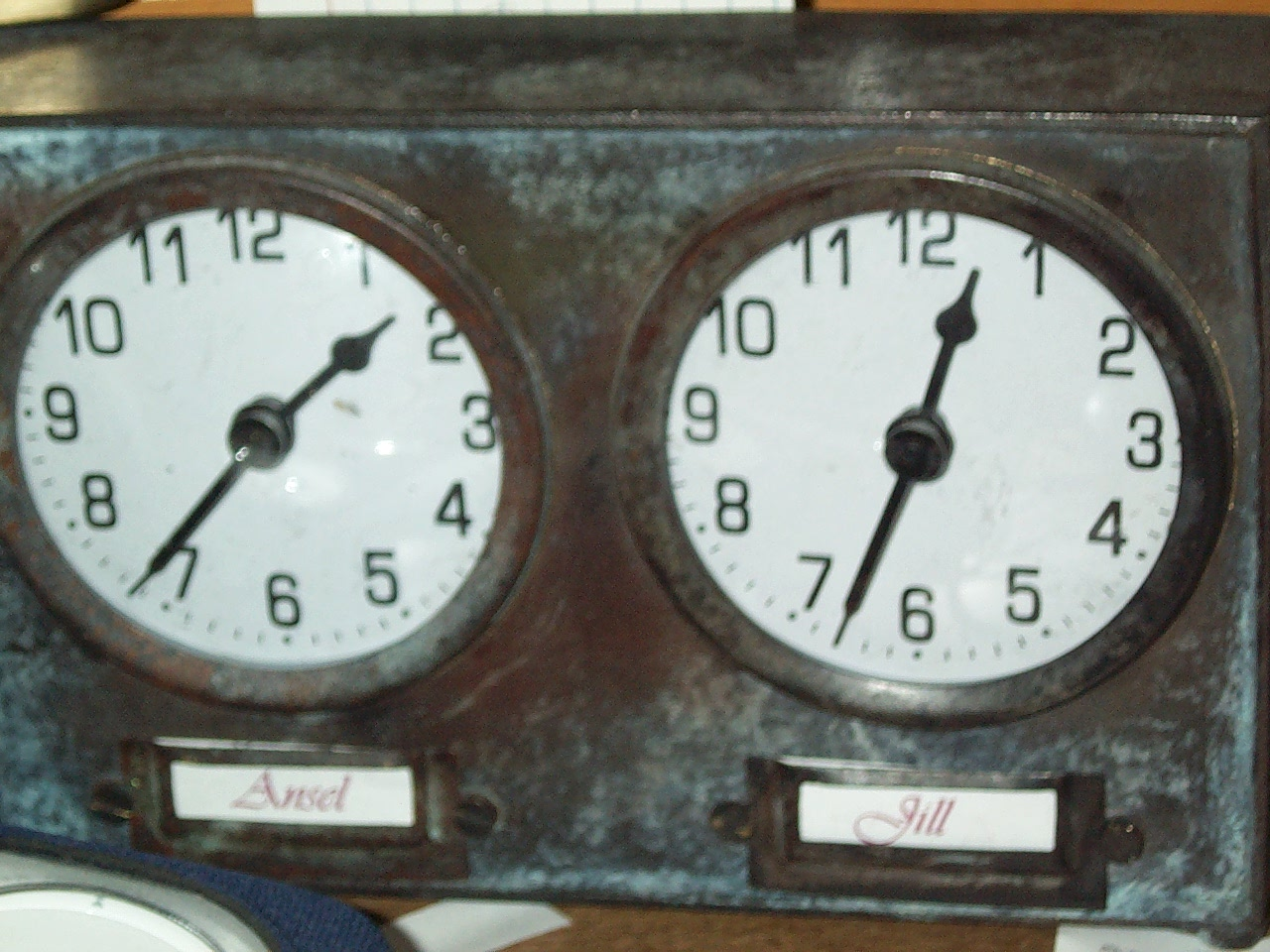
Uno dei primi esemplari di orologio per il controllo del tempo, utilizzato nella sfida mondiale Steinitz-Zukertort del 1886

I primi tornei di scacchi furono giocati in assenza di tempo, provocando alcuni problemi: la durata delle partite arrivò a toccare in alcuni casi quota dieci ore, e perfino superarla; la lunghezza del tempo di riflessione per una singola mossa poteva protrarsi anche per ore. Fu celebre un aneddoto del torneo scacchistico di Londra 1851, primo torneo internazionale di scacchi nella storia, nel quale si narra che Howard Staunton abbandonò una partita a causa dell'estrema lentezza del suo avversario nel decidere la mossa da eseguire.
Una prima forma di cronometro venne introdotta per la prima volta nel match Anderssen–Kolisch del 1861, e in torneo a Londra nel 1862. In entrambi i casi veniva usata una clessidra per ciascun giocatore. Veri e propri orologi, indipendenti per ciascun giocatore, furono introdotti nel match Anderssen–Steinitz del 1866. L'orologio per scacchi come lo conosciamo oggi è stato impiegato per la prima volta nel torneo di Londra 1883. Successivamente questo tipo di orologi fu adottato anche in altri giochi da tavolo.

## Scacchi
Solitamente le partite ufficiali del gioco degli scacchi hanno una durata considerevole. Una partita che superi le quaranta mosse può durare circa cinque ore nei tornei ufficiali FIDE. Escluso il campionato del mondo, i tornei internazionali organizzati direttamente dalla Federazione Internazionale prevedono, per ciascun giocatore, un tempo di 90 minuti per 40 mosse, più 30 minuti fino alla fine della partita, 30 secondi di abbuono per ogni mossa dall'inizio della partita. Il campionato del mondo del 2018 prevedeva invece una cadenza di gioco di 100 minuti per le prime 40 mosse, poi 50 minuti per le successive 20 e infine 15 minuti per il resto della partita per ciascun giocatore, con 30 secondi addizionali per mossa a partire dalla prima; una formula che può arrivare in certi casi a toccare le sette ore di gioco.
Dagli anni novanta del XX secolo si sono diffuse modalità di gioco più veloci rispetto agli scacchi tradizionali, che sono state ormai riconosciute dall'intero movimento scacchistico. All'aprile 2021 la Federazione Internazionale degli Scacchi disciplina tre cadenze di gioco ufficiali, alle quali assegna anche tre rispettivi punteggi: standard, rapid e blitz.

### Standard
Le partite standard (dette anche "a tempo lungo" o "classic") sono partite con un tempo di riflessione di 60 minuti o più per giocatore.

### Rapid
Le partite rapid (spesso tradotto in italiano con "gioco rapido") sono partite la cui cadenza di gioco prevede un tempo di riflessione superiore ai 10 minuti e inferiore ai 60 minuti per giocatore. Dal 2012 la FIDE organizza con regolarità un campionato del mondo a frequenza annuale per questa modalità di tempo.

### Blitz
Le partite blitz (tradotto in italiano con "partita lampo") sono partite la cui cadenza di gioco prevede un tempo di riflessione pari o inferiore ai 10 minuti per giocatore. Dal 2012 la FIDE organizza con regolarità un campionato del mondo a frequenza annuale per questa modalità di tempo.

## Go
Nel gioco del Go esistono principalmente due modalità di controllo del tempo: il byoyomi o il canadian overtime.

### Byoyomi
Ogni giocatore ha a disposizione del tempo prestabilito per effettuare una singola mossa, ovvero un byoyomi. Se il giocatore che ha il turno esaurisce il tempo della singola mossa, il tempo viene sottratto a quello totale a disposizione del giocatore. Viceversa, se viene effettuata la mossa prima dello scadere del byoyomi, il cronometro viene riportato alle condizioni precedenti alla mossa effettuata dal giocatore. Quando il tempo totale di un giocatore scade, non si perde per il tempo, ma si avranno a disposizione un numero di byoyomi finali. Il giocatore continuerà la partita finché non avrà esauriti tutti i byoyomi a disposizione.
Un byoyomi dura generalmente un minuto. Nel gioco professionale il tempo a disposizione prestabilito oscilla dalle 5 alle 8 ore.

### Canadian overtime
Nel canadian overtime, un giocatore ha a disposizione un tempo totale prestabilito. Esaurito il tempo, il giocatore in overtime deve effettuare un numero totale di mosse in un certo periodo di tempo.

## Dama
Nella Dama internazionale il controllo del tempo può essere simile a quello degli scacchi. Con o senza incremento. Tuttavia viene utilizzato più spesso un sistema con orologio a doppio quadrante, dove, allo scadere del tempo prestabilito, il giocatore che ha esaurito il tempo ha a disposizione un tempo per ogni singola mossa.